# Arlekin (obraz Paula Cézanne’a)
Arlekin (fr. Arlequin) – obraz Paula Cézanne’a namalowany w 1888, znajdujący się w zbiorach Narodowej Galerii Sztuki w Waszyngtonie.
Jest to jeden z kilku obrazów artysty, na których uwiecznił sylwetkę arlekina (także na obrazie Tłusty wtorek). Biel rękawiczki i drążka trzymanego przez arlekina kontrastują z czerwienią namalowanego po mistrzowsku kostiumu w romby.